# Sisarum palustre
Sisarum palustre är en flockblommig växtart som beskrevs av Pietro Bubani. Sisarum palustre ingår i släktet Sisarum och familjen flockblommiga växter. Inga underarter finns listade i Catalogue of Life.